# Marcus Ljungqvist

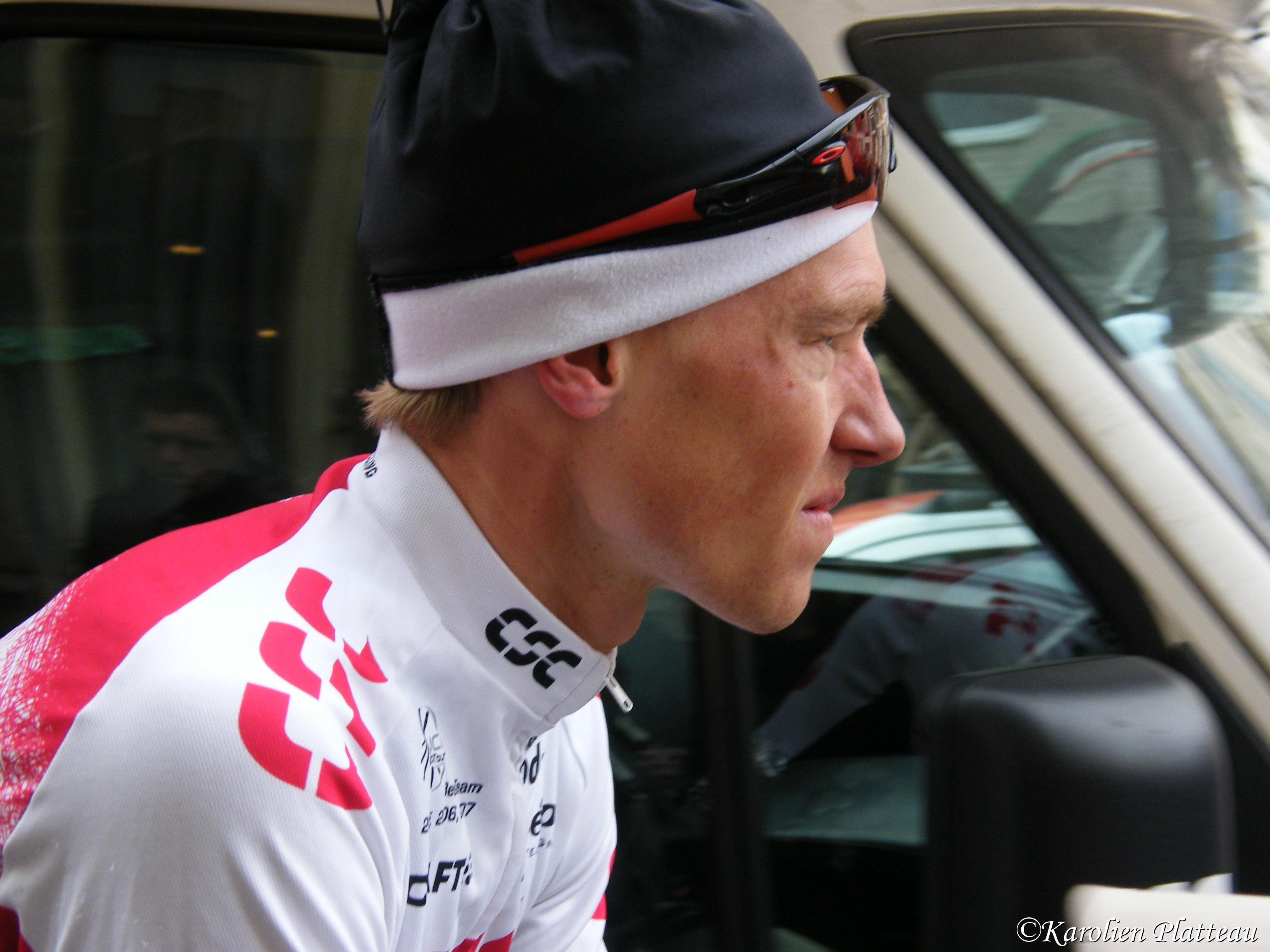
Marcus Ljungqvist (2008)

Per Marcus Ljungqvist (* 26. Oktober 1974 in Falun) ist ein ehemaliger schwedischer Radrennfahrer und heutiger Sportdirektor.

## Karriere im Sport
Marcus Ljungqvist begann seine internationale Karriere 1998, nachdem er 1996 schwedischer Meister im Straßenrennen geworden war, bei dem italienischen Radsportteam Cantina Tollo. Gleich in seinem ersten Jahr entschied er die Schweden-Rundfahrt für sich. 1999 gewann er das Solleröloppet (auch 2001 und 2005), eine Etappe der Tour de Langkawi und nahm im Sommer zum ersten Mal an der Tour de France teil. Zu Beginn der folgenden Saison wechselte er zum dänischen Team Fakta. In seinem zweiten Jahr dort konnte er eine Etappe der Rheinland-Pfalz-Rundfahrt am schnellsten bewältigen. Sein mit Abstand erfolgreichstes Jahr hatte Ljungqvist 2002: Zunächst gewann er die zwei französischen Eintagesrennen Route Adélie und Paris–Camembert und später siegte er bei der Luxemburg-Rundfahrt. 2003 absolvierte er ein einjähriges Gastspiel bei Crédit Agricole und wechselte danach zu Alessio-Bianchi. Bei den UCI-Straßen-Weltmeisterschaften 2005 in Madrid belegte er den vierten Platz und erreichte damit die bis dahin beste Platzierung eines schwedischen Radrennfahrers bei Weltmeisterschaften.
Seit 2006 fuhr Ljungqvist für das dänische ProTour-Team CSC. Nach der Saison 2009 erklärte er seinen Rücktritt vom Profi-Radsport, nachdem er ein weiteres Mal schwedischer Meister im Straßenrennen geworden war. Insgesamt wurde Ljungqvist sechs Mal schwedischer Meister, im Straßenrennen, im Einzelzeitfahren und in der Staffel. Zudem wurde er zweimal nordischer Meister im Einzelzeitfahren.
2004 und 2008 startete Ljungqvist bei Olympischen Spielen im Straßenrennen. 2004 in Athen belegte er Platz 14 und 2008 in Peking Platz 57.
Ljungqvist arbeitet bei dem Radsportteam Sky ProCycling als Sportlicher Direktor (Stand Dezember 2013).

## Erfolge
1996
- Schwedischer Meister – Straßenrennen

1998
- Gesamtwertung Schweden-Rundfahrt
- Schwedischer Meister – Einzelzeitfahren

1999
- Schwedischer Meister – Einzelzeitfahren (Mannschaftswertung)

2000
- Schwedischer Meister – Staffel

2001
- Schwedischer Meister – Straßenrennen

2002
- Route Adélie
- Paris–Camembert
- Gesamtwertung Luxemburg-Rundfahrt

2008
- eine Etappe Polen-Rundfahrt (Mannschaftszeitfahren)

2009
- Schwedischer Meister – Straßenrennen

## Teams
- 1998–1999 Cantina Tollo-Alexia Alluminio
- 2000–2001 Team Fakta
- 2002 EDS-Fakta
- 2003 Crédit Agricole
- 2004 Alessio-Bianchi
- 2005 Liquigas-Bianchi
- 2006–2007 Team CSC
- 2008 Team CSC-Saxo Bank
- 2009 Team Saxo Bank